# Relazioni bilaterali tra Germania e Macedonia del Nord
Le relazioni bilaterali tra Germania e Macedonia del Nord sono i rapporti diplomatici tra la Repubblica Federale di Germania e la Repubblica della Macedonia del Nord. Entrambi i Paesi sono membri del Consiglio d'Europa e dell'OSCE. La Macedonia del Nord è un candidato per l'adesione all'Unione europea, mentre la Germania ne è membro fondatore.

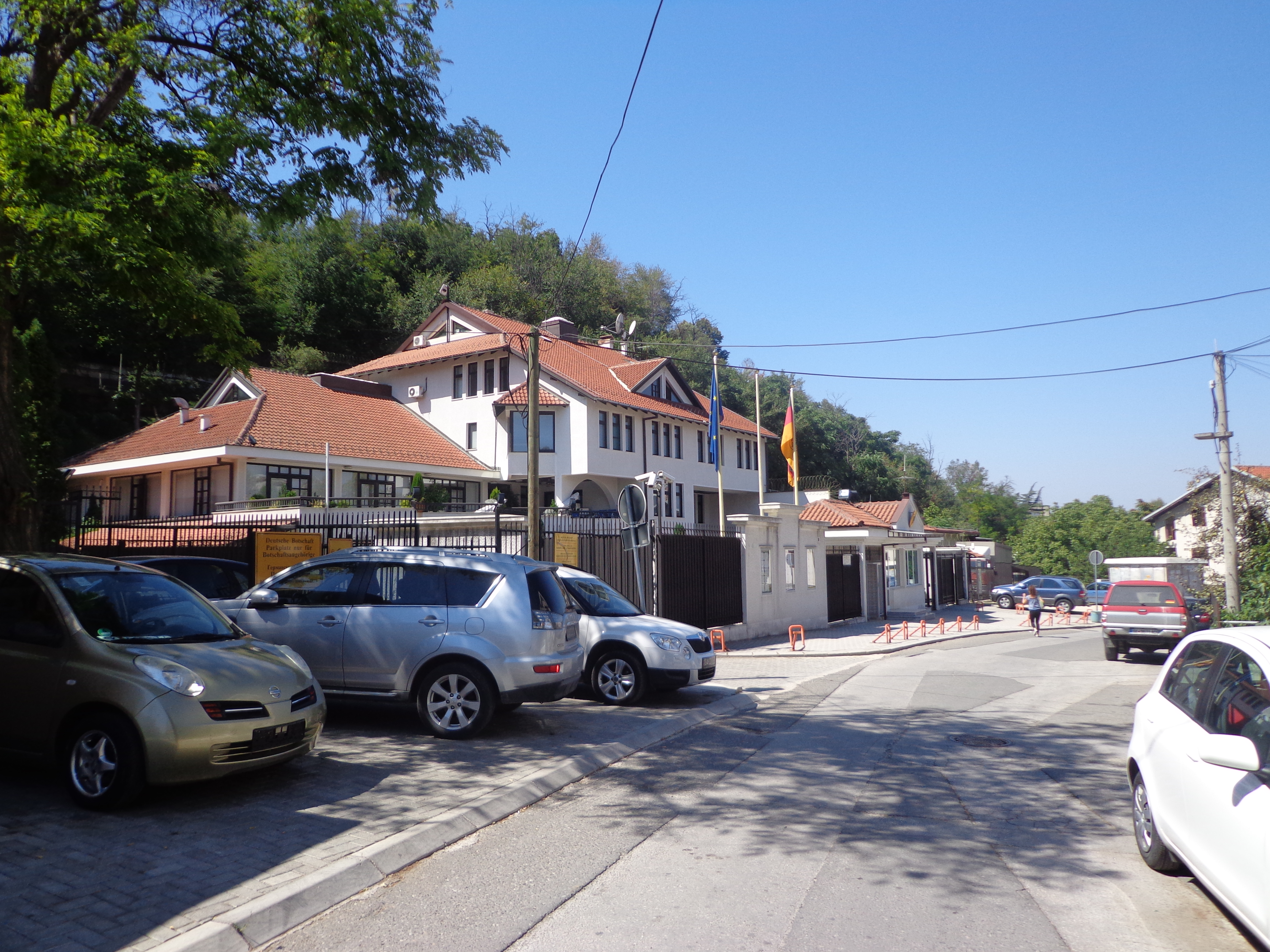
Ambasciata tedesca a Skopje, Macedonia del Nord

La Germania ha un'ambasciata a Skopje, la Macedonia del Nord ha un'ambasciata a Berlino. Al 2022, più di 100 000 Macedoni risiedono in Germania. La Germania è inoltre il partner commerciale più importante per la Macedonia del Nord; circa 200 aziende tedesche con circa 20 000 impiegati sono attive in Macedonia del Nord.

## Storia

### Impero ottomano
Dalla fine del XIV secolo, il territorio dell'attuale Macedonia del Nord apparteneva all'Impero ottomano. Durante la Guerra austro-turca (1683-1699), le truppe imperiali ottomane riuscirono temporaneamente a prendere il controllo di Skopje. Con il declino dell'Impero ottomano nel XIX secolo, le grandi potenze europee e i popoli balcanici in lotta per l'indipendenza dagli Ottomani iniziarono a occuparsi della riorganizzazione territoriale dell'Europa sud-orientale. Quando l'Impero russo vinse contro l'Impero ottomano nella guerra russo-turca (1877-1878), l'influenza russa in Europa iniziò ad aumentare, ma le maggiori potenze europee non erano disposte ad accettarlo e, come registrato tra le parti belligeranti nella Pace di Santo Stefano, una guerra in Europa era imminente. Il cancelliere tedesco Otto von Bismarck invitò al Congresso di Berlino i maggiori leader europei per risolvere pacificamente il conflitto: ne risultò che la Macedonia sarebbe rimasta parte dell'Impero ottomano. La situazione cambiò con le guerre balcaniche del 1912 e del 1913, in cui gli Stati balcanici si divisero quasi completamente la parte europea dell'Impero ottomano; la Prima guerra balcanica si concluse con il Trattato di Londra del 1913, che divise la Macedonia tra Serbia, Grecia e Bulgaria. Oltre alle altre grandi potenze europee, anche l'Impero tedesco agì da mediatore nei negoziati sul trattato. Poco dopo la conclusione del trattato scoppiò la Seconda guerra balcanica, poiché la Bulgaria non era soddisfatta di quanto era stato realizzato (soprattutto per quanto riguarda la divisione della Macedonia); a seguito di questa guerra, Serbia e Grecia annetterono gran parte della Macedonia, mentre la Bulgaria venne sconfitta. 

### Prima guerra mondiale e Primo dopoguerra
A seguito di questa sconfitta, la Bulgaria si unì agli Imperi centrali, compresa la Germania, e combatté al loro fianco durante la Grande guerra. Gli obiettivi di guerra della Bulgaria furono stabiliti nel Trattato di alleanza tra l'Impero tedesco e la Bulgaria del 6 settembre 1915, che conteneva disposizioni territoriali per l'allargamento della Bulgaria: l'Impero tedesco garantiva alla Bulgaria la riannessione della parte serba della Macedonia, ma quando gli Imperi centrali vennero sconfitti, con il Trattato di Neuilly, la Bulgaria dovette rinunciare a tale ambizione e cedere ulteriori territori. Durante il periodo tra le due guerre, l'Organizzazione Rivoluzionaria Interna Macedone (acronimo in lingua originale VMRO), che aveva la sua base operativa in Bulgaria, si oppose fermamente all'annessione della Macedonia di Vardar alla Jugoslavia; la VMRO venne supportata dalla Repubblica di Weimar e ci furono ripetuti contatti tra la VMRO e le agenzie statali tedesche. Tuttavia, la Repubblica di Weimar reagì con riservatezza alle offerte di cooperazione, poiché sebbene vedesse l'utilità di un irredentismo macedone per gli interessi revisionisti tedeschi, la Germania non voleva fomentare tensioni nei Balcani e abbandonare la gestione del conflitto alle potenze vincitrici della Grande guerra. In Germania la "lotta per la libertà" dei macedoni è stata spesso romanzata e glorificata, poiché anche i Tedeschi, come i Macedoni, dovettero vivere sotto il dominio straniero come conseguenza della guerra.

### Seconda guerra mondiale e Secondo dopoguerra
Durante la Seconda guerra mondiale, nel 1941, la Bulgaria si unì alle potenze dell'Asse e le fu permesso di occupare l'est e il centro della Macedonia di Vardar dopo la disgregazione della Jugoslavia nel corso della campagna dei Balcani, ma si ritirò nell'agosto 1944. Dalla Macedonia occupata 7 100 ebrei, tra cui 2 000 bambini, furono deportati nel campo di sterminio di Treblinka e solo 196 di loro sopravvissero. Dopo la conquista della Jugoslavia nel 1941, l'ex Macedonia occidentale serba fu annessa alla Grande Albania, che era dapprima un protettorato italiano e dal 1943 tedesco. Nel 1944, la Germania nazista stava gradualmente perdendo influenza e territorio nei Balcani e voleva creare uno stato fantoccio Macedone, ma ciò non avvenne mai a causa dell'avanzata dell'Unione Sovietica sul fronte orientale. Nell'ottobre 1944 le truppe naziste uccisero 80 abitanti disarmati del villaggio di Radolišta nel massacro di Radolišta per vendicarsi degli attacchi dei partigiani macedoni. Nel novembre 1944 i tedeschi si ritirarono definitivamente da Skopje, seminando nel frattempo il caos nella città. Dopo la Seconda guerra mondiale la Macedonia tornò quindi a far parte della Jugoslavia come Repubblica Socialista di Macedonia.

### Relazioni recenti

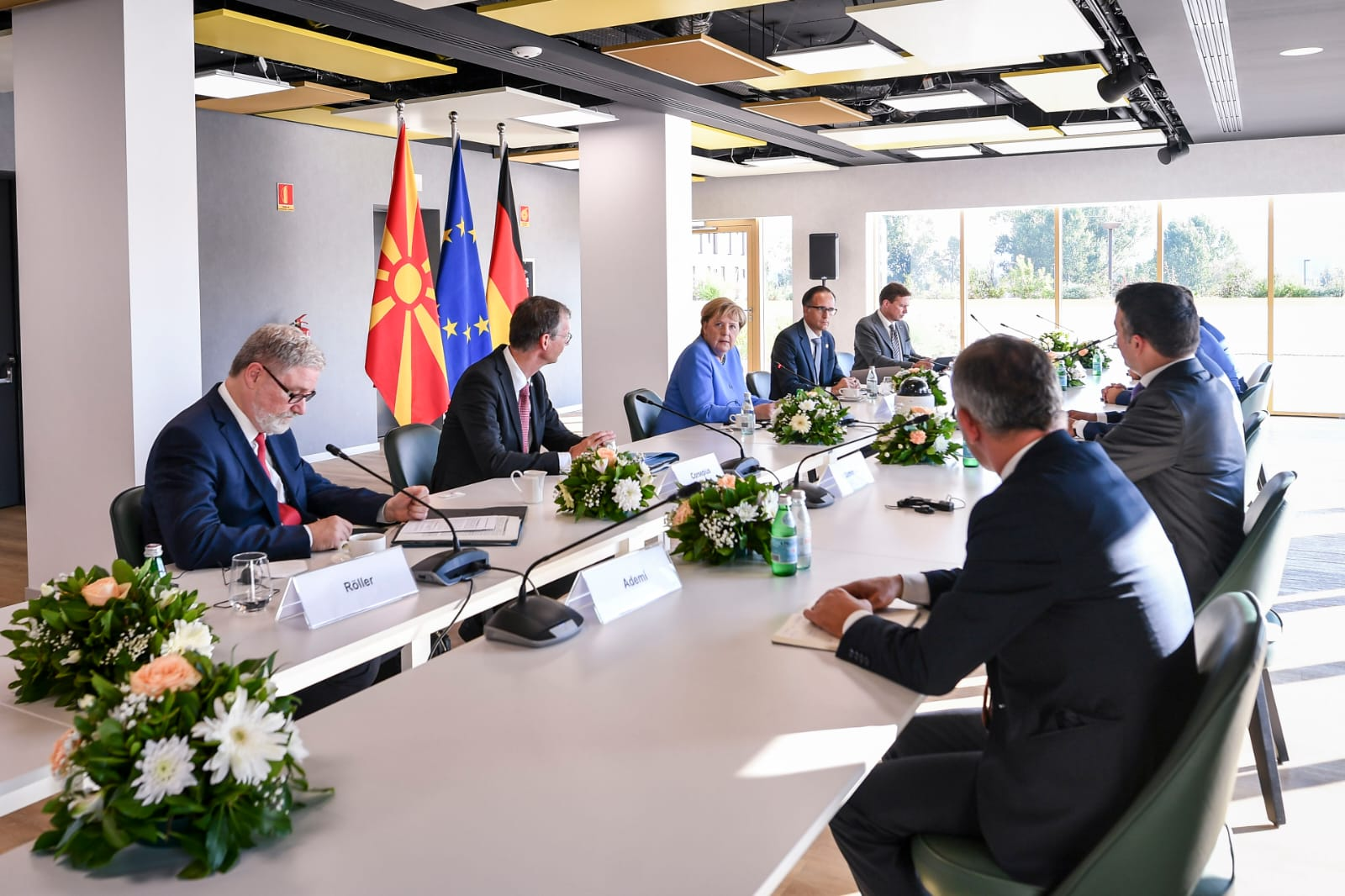
Angela Merkel e Zoran Zaev a Tirana, Albania

La Jugoslavia entrò in una grave crisi a seguito della dissoluzione dell'Unione Sovietica, che fino ad allora esercitava influenza in Europa orientale, nel 1991. Mentre la Slovenia e la Croazia avevano già dichiarato la loro indipendenza nel giugno 1991, venendo ufficialmente riconosciute dalla Germania nello stesso anno, il processo per l'indipendenza della Macedonia fu più lento. Il referendum sull'indipendenza della Macedonia (con esito positivo) si svolse nel settembre 1991, ma il suo riconoscimento da parte degli Stati dell'Unione Europea si rivelò complicato a causa delle controversie sul nome Macedonia, omonimo alla regione della Grecia settentrionale, tra il neonato Paese e la Grecia, già allora membro dell'Unione Europea; la Germania sostenne il riconoscimento della Repubblica di Macedonia e ciò ha causato una crisi delle relazioni tra Grecia e Germania. Nonostante la massiccia opposizione greca, il governo tedesco ha riconosciuto l'indipendenza del paese alla fine del 1993 e successivamente si è dimostrato il sostenitore più attivo del neonato Stato, intrattenendo con esso scambi commerciali e culturali. Nel 1999 la Germania ha assistito la Macedonia nell'affrontare il problema dei rifugiati kosovari a seguito della guerra del Kosovo, nonché nel contenere il conflitto nella Repubblica di Macedonia del 2001 offrendo la propria risoluzione nell'accordo di Ohrid.